# Jacek Domański
 (juillet 2025).
Jacek Domański (né le 20 janvier 1941 à Lviv ) est un acteur de théâtre et de cinéma polonais. 

## Carrière
Sa carrière a débuté en 1962 au cinéma.
En 1967, il est diplômé du PWST de Varsovie. La même année, le 10 novembre, ses débuts au théâtre ont lieu. Il s'est produit sur les scènes de divers théâtres jusqu'en 1979. 

## Filmographie
Il apparaît dans de nombreux films et séries. En 1991, il interprète Joseph Bonaparte dans la série Napoléon et l'Europe.